# Adenanthos apiculatus
- Wikispecies

É um arbusto muito raro da família Proteaceae, nativa da costa sul da Austrália Ocidental. Pertence ao gênero Adenanthos e teve apenas 29 registos de ocorrência.
 

̣̣